# Делхај (Минесота)
Делхај (енгл. Delhi) град је у америчкој савезној држави Минесота.

## Демографија
По попису из 2010. године број становника је 70, што је 1 (1,4%) становника више него 2000. године.
| Група             | 2000.      | 2010.      |
| Белци             | 66 (95,7%) | 69 (98,6%) |
| Афроамериканци    | 0 (0,0%)   | 0 (0,0%)   |
| Азијати           | 0 (0,0%)   | 0 (0,0%)   |
| Хиспаноамериканци | 3 (4,3%)   | 0 (0,0%)   |
| Укупно            | 69         | 70         |